# Partido Nacionalista Árabe
El Partido Nacionalista Árabe (Miflagá Leumit Aravit) es un partido político árabe-israelí radical sin representación en el parlamento israelí (Knesset). Tras presentarse con el partido Lista Árabe Unida (también llamado Raam) en las elecciones legislativas del 2003, posteriormente decidió separarse del mismo, basado en la presunción de que los partidos árabes de Israel no brindan suficiente atención a los problemas de la población árabe-israelí. Actualmente está dirigido por Muhamad Cnaan y sus principales propuestas son:
- Accionar en favor de la igualdad de derechos dentro del Estado de Israel.
- Finalizar el conflicto árabe-israelí y apoyar toda iniciativa con ese fin.
- Crear un Estado palestino con capital en Jerusalén Oriental.

- Datos: Q2920175